# Ahmad Paixà Khain
Ahmad Paixà Khain (mort 1524) fou visir de l'Imperi Otomà i sultà d'Egipte.
Era nascut a Geòrgia. Va servir a palau i el 1519 fou nomenat beglerbegi de Rum o Tokat. A la companya de Solimà I contra Belgrad, va idear el pla d'operacions i va conquerir Bögürdelen (Sabacz) el 8 de juliol de 1521, entrant llavors a Sírmia (Syrmia); com a premi fou nomenat tercer visir (tardor del 1521).
Fou comandant en cap de la campanya de  Rodes i va ser part important en la rendició del castell pels Cavallers de Sant Joan de Jerusalem (21 de desembre de 1522).
A la caiguda del gran visir Piri Mehmed Pasha, a la que va contribuir, esperava ser nomenat gran visir, ja que el segon visir estava absent a Egipte; però contra el costum fou nomenat gran visir Ibrahim Pasha que era khass odabashi. Desenganyat va demanar el govern d'Egipte que li fou concedit (19 d'agost de 1523) i va reconciliar als mamelucs amb l'imperi i també als beduïns que estaven agitats després de la mort de Khayri Beg.
Poc després Solimà I va nomenar governador a Kara Musa i va ordenar a aquest executar a Ahmed, però aquest se'n va assabentar i es va proclamar independent agafant el títol de sultà (gener del 1524); els geníssers foren massacrats al castell del Caire, i va fer aliança amb les potències europees occidentals. Solimà I va enviar una flota dirigida pel visir Ayla Pasha i alguns agents que van incitar a la revolta de les tropes d'Egipte. Un oficial de l'exèrcit, Kadizade Mehmed Beg, el va intentar assassinar mentre era als banys públics, però només el va ferir; llavors va fugir amb els beduïns Banu Bakr, que finalment el van entregar i fou decapitat.